# زينزو كاساي
زينزو كاساي (باليابانية:葛西 善 蔵 ولد في 16 يناير 1887 - 23 يوليو 1928) روائي ياباني نشط في فترة تايشو.

## النشأة
ولد زينزو في ما يعرف الآن باسم هيروساكي (آوموري) كالأبن الأكبر لتاجر أرز. توفي والداه عندما كان في الثانية من عمره، وكان يتردد بين أقاربه فيهوكايدو و آوموري. تمكن زينزو من الحصول على التعليم الابتدائي فقط. قرر أقاربه أنه ينبغي عليه أن يصبح قساً بوذياً، ولكنه إنتقل إلى طوكيو في سن الخامسة عشرة من أجل العثور على عمل، وبدء مهنتة الأدبية. بعد أن عمل كموظف في السكك الحديدية و كحراج، وفر ما يكفي من المال لأخذ دروس في جامعة تويو وجامعة واسيدا،، إلتقى هناك الكاتب الطموحكازو هيروتسو ‏، وإنتهى به المطاف كتلميذ للمؤلف توكودا شوسي. درس الفلسفة والأدب والأدب الإنجليزي، لكنه ترك التعيلم عندما شعر أنه تعلم ما يكفي (وعندما نفدت جميع أمواله).

## وصلات خارجية
- e-texts of works at Aozora Bunko (Japanese site)
- bio site in Japanese with photos